# Dorin Rotariu
Dorin Rotariu (Jimbolia, 29 juli 1995) is een Roemeens voetballer die doorgaans speelt als rechtsbuiten. In juli 2025 verruilde hij Ankaragücü voor Iğdır FK. Rotariu maakte in 2016 zijn debuut in het Roemeens voetbalelftal. Voormalig Roemeens international Iosif Rotariu is de tweelingbroer van zijn vader.

## Clubcarrière
Rotariu begon te voetballen in de jeugd van FC Timișoara. Na de ondergang van deze club stapte de aanvaller over naar de nieuwe club Poli Timișoara. Bij die club speelde hij in 2012 zijn eerste bekerwedstrijd, tegen FCM Reșița. In september 2012 werd Rotariu verhuurd aan Dinamo Boekarest, waar hij zijn competitiedebuut maakte op 11 maart 2013, toen er met 2–0 gewonnen werd van Concordia Chiajna. Een kwartier voor tijd kwam de vleugelaanvaller als invaller binnen de lijnen. Op dat moment was hij slechts zeventien jaar en acht maanden oud.
In de zomer van 2013 liep zijn contract af bij Poli en daarop ondertekende hij een verbintenis bij Dinamo voor de komende zes seizoenen. De eerste competitietreffer van Rotariu voor Dinamo viel op 28 juli 2013, toen er in eigen huis met 2–0 gewonnen werd van FC Vaslui. In januari 2017 maakte de Roemeen de overstap naar Club Brugge, waar hij zijn handtekening zette onder een verbintenis tot medio 2020. Op 1 mei 2017 tekende Rotariu voor zijn eerste officiële treffer in Belgische dienst. Op die dag werd in eigen huis gespeeld tegen Zulte Waregem. Door doelpunten van Timothy Derijck en Hans Vanaken stond het 1–1, toen de vleugelspeler in de veertigste minuut op aangeven van Ruud Vormer Brugge naar een voorsprong schoot. In de rest van het duel werd niet meer gescoord, waardoor Rotariu voor de beslissing had gezorgd.
Het seizoen 2017/18 bracht Rotariu door op huurbasis bij Excel Moeskroen. In juli 2018 stalde Club Brugge de vleugelspeler voor één jaargang bij AZ. Na een halfjaar werd deze verhuurperiode afgebroken, waarop Rotariu verkocht werd aan Astana. Met Astana won hij in 2019 de Kazachse landstitel. Medio 2021 nam Loedogorets hem transfervrij over. Atromitos huurde Rotariu in januari 2022 voor een half seizoen. Deze verhuurperiode werd in de zomer met een seizoen verlengd. Na zijn terugkeer besloten Loedogorets en Rotariu uit elkaar te gaan. In oktober 2023 sloot hij aan bij FCSB. Hier vertrok Rotariu in februari 2024, waarna hij tot augustus geen club had. In die maand tekende hij voor een jaar bij Ankaragücü. Na de degradatie van die club tekende hij voor één jaar bij Iğdır FK.

## Clubstatistieken
| Seizoen | Club              | Competitie      | Competitie | Competitie | Beker | Beker | Internationaal | Internationaal | Totaal | Totaal |
| Seizoen | Club              | Competitie      | Wed.       | Dlp.       | Wed.  | Dlp.  | Wed.           | Dlp.           | Wed.   | Dlp.   |
| ------- | ----------------- | --------------- | ---------- | ---------- | ----- | ----- | -------------- | -------------- | ------ | ------ |
| 2012/13 | Dinamo Boekarest  | Liga 1          | 7          | 0          | 0     | 0     | —              | —              | 7      | 0      |
| 2013/14 | Dinamo Boekarest  | Liga 1          | 31         | 7          | 4     | 2     | —              | —              | 35     | 9      |
| 2014/15 | Dinamo Boekarest  | Liga 1          | 31         | 1          | 4     | 3     | —              | —              | 35     | 4      |
| 2015/16 | Dinamo Boekarest  | Liga 1          | 32         | 8          | 8     | 2     | —              | —              | 40     | 10     |
| 2016/17 | Dinamo Boekarest  | Liga 1          | 21         | 6          | 4     | 1     | —              | —              | 25     | 7      |
| 2016/17 | Club Brugge       | Eerste klasse A | 12         | 1          | 0     | 0     | —              | —              | 12     | 1      |
| 2017/18 | → Excel Moeskroen | Eerste klasse A | 28         | 9          | 2     | 2     | —              | —              | 30     | 11     |
| 2018/19 | → AZ              | Eredivisie      | 8          | 0          | 1     | 1     | 1              | 0              | 10     | 1      |
| 2019    | Astana            | Premjer-Liga    | 31         | 7          | 2     | 0     | 14             | 1              | 32     | 7      |
| 2020    | Astana            | Premjer-Liga    | 13         | 1          | 1     | 0     | 2              | 1              | 16     | 2      |
| 2021    | Astana            | Premjer-Liga    | 1          | 0          | 0     | 0     | 0              | 0              | 1      | 0      |
| 2021/22 | Loedogorets       | Parva Liga      | 6          | 1          | 1     | 0     | 3              | 0              | 10     | 1      |
| 2021/22 | → Atromitos       | Super League    | 12         | 0          | 0     | 0     | —              | —              | 12     | 0      |
| 2022/23 | → Atromitos       | Super League    | 27         | 4          | 3     | 0     | —              | —              | 30     | 4      |
| 2023/24 | FCSB              | Liga 1          | 5          | 0          | 2     | 0     | —              | —              | 7      | 0      |
| 2024/25 | Ankaragücü        | 1. Lig          | 30         | 6          | 5     | 1     | —              | —              | 35     | 7      |
| 2025/26 | Iğdır FK          | 1. Lig          | 1          | 0          | 0     | 0     | —              | —              | 1      | 0      |
| Totaal  | Totaal            | Totaal          | 296        | 51         | 37    | 12    | 20             | 2              | 353    | 65     |

Bijgewerkt op 12 augustus 2025.

## Interlandcarrière
Zijn debuut in het Roemeens voetbalelftal maakte Rotariu op 8 oktober 2016, toen er met 0–5 gewonnen werd van Armenië door doelpunten van Bogdan Stancu, Adrian Popa, Răzvan Marin, Nicolae Stanciu en Alexandru Chipciu. De middenvelder mocht in de tweede helft invallen voor Chipciu. Ook Marin (Viitorul Constanța) debuteerde tijdens dit duel. Op 27 maart 2018 tekende hij voor zijn eerste doelpunt, toen hij tegen Zweden verantwoordelijk was voor de enige treffer van de wedstrijd.
| Interlands van Dorin Rotariu voor Roemenië | Interlands van Dorin Rotariu voor Roemenië | Interlands van Dorin Rotariu voor Roemenië | Interlands van Dorin Rotariu voor Roemenië | Interlands van Dorin Rotariu voor Roemenië | Interlands van Dorin Rotariu voor Roemenië |
| №                                          | Datum                                      | Wedstrijd                                  | Uitslag                                    | Competitie                                 | Goals                                      |
| Als speler bij Dinamo Boekarest            | Als speler bij Dinamo Boekarest            | Als speler bij Dinamo Boekarest            | Als speler bij Dinamo Boekarest            | Als speler bij Dinamo Boekarest            | Als speler bij Dinamo Boekarest            |
| ------------------------------------------ | ------------------------------------------ | ------------------------------------------ | ------------------------------------------ | ------------------------------------------ | ------------------------------------------ |
| 1                                          | 8 oktober 2016                             | Armenië – Roemenië                         | 0 – 5                                      | WK 2018 kwalificatie                       |                                            |
| 2                                          | 15 november 2016                           | Rusland – Roemenië                         | 1 – 0                                      | Vriendschappelijk                          |                                            |
| Als speler bij Club Brugge                 |                                            |                                            |                                            |                                            |                                            |
| 3                                          | 26 maart 2017                              | Roemenië – Denemarken                      | 0 – 0                                      | WK 2018 kwalificatie                       |                                            |
| 4                                          | 14 juni 2017                               | Roemenië – Chili                           | 3 – 2                                      | Vriendschappelijk                          |                                            |
| Als speler bij Excel Moeskroen             |                                            |                                            |                                            |                                            |                                            |
| 5                                          | 27 maart 2018                              | Roemenië – Zweden                          | 1 – 0                                      | Vriendschappelijk                          | Goal                                       |
| 6                                          | 31 mei 2018                                | Chili – Roemenië                           | 2 – 3                                      | Vriendschappelijk                          |                                            |
| Als speler bij AZ                          |                                            |                                            |                                            |                                            |                                            |
| 7                                          | 10 september 2018                          | Servië – Roemenië                          | 2 – 2                                      | Nations League 2018/19                     |                                            |
| 8                                          | 11 oktober 2018                            | Litouwen – Roemenië                        | 1 – 2                                      | Nations League 2018/19                     |                                            |
| 9                                          | 14 oktober 2018                            | Roemenië – Servië                          | 0 – 0                                      | Nations League 2018/19                     |                                            |
| Als speler bij Astana FK                   |                                            |                                            |                                            |                                            |                                            |
| 10                                         | 10 juni 2019                               | Malta – Roemenië                           | 0 – 4                                      | EK 2020 kwalificatie                       |                                            |

Bijgewerkt op 12 augustus 2025.